# 布朗維爾 (紐約州)
布朗維爾（英語：Brownville）是一個位於美國紐約州傑佛遜縣的鎮。

## 人口
根據2020年美國人口普查的數據，布朗維爾的面積為170.55平方千米，當中陸地面積為152.61平方千米，而水域面積為17.94平方千米。當地共有人口5842人，而人口密度為每平方千米34人。